# Lorenz Heister
Lorenz Heister, nemški anatom, kirurg, botanik in univerzitetni učitelj, * 19. september 1683, Frankfurt na Majni, † 18. april 1758.
Prve praktične zdravniške izkušnje je pridobil med špansko nasledstveno vojno. Leta 1708 je doktoriral na Univerzi v Harderwijku. Vrnil se je nazaj na bojišče kot vojaški kirurg. Leta 1711 je postal profesor anatomije in kirurgije na Univerzi v Altdorfu in leta 1720 na Univerzi v Helmstedtu; tu je ostal do konca življenja. V tem času je napisal popularni učbenik za kirurgijo (v uporabi vse do polovice 19. stoletja) in ustanovil botanični vrt.